# Campeonato Mundial de Voleibol Masculino de 1960
El IV Campeonato Mundial de Voleibol Masculino se celebró en Río de Janeiro (Brasil) entre el 28 de octubre y el 11 de noviembre de 1960 bajo la organización de la Federación Internacional de Voleibol (FIVB) y la Federación Brasileña de Voleibol.

## Grupos
| Grupo A   | Grupo B         | Grupo C         | Grupo D | Grupo E        |
| --------- | --------------- | --------------- | ------- | -------------- |
| Venezuela | Japón           | Hungría         | Polonia | Francia        |
| Brasil    | Unión Soviética | República Checa | Rumanía | Estados Unidos |
| Uruguay   | Paraguay        | Argentina       | Perú    |                |

## Primera fase

### Grupo A
| Brasil    | 2 | 2 | 0 | 6 | 0 | +6 | 4 |
| Venezuela | 2 | 1 | 1 | 3 | 4 | -1 | 3 |
| Uruguay   | 2 | 0 | 2 | 1 | 6 | -5 | 2 |

### Grupo B
| Equipo          | J | G | P | SG | SP | DS | PTS |
| --------------- | - | - | - | -- | -- | -- | --- |
| Unión Soviética | 2 | 2 | 0 | 6  | 0  | +6 | 4   |
| Japón           | 2 | 1 | 1 | 3  | 3  | 0  | 3   |
| Paraguay        | 2 | 0 | 2 | 0  | 6  | -6 | 2   |

### Grupo C
| Equipo         | J | G | P | SG | SP | DS | PTS |
| -------------- | - | - | - | -- | -- | -- | --- |
| Checoslovaquia | 2 | 2 | 0 | 6  | 1  | +5 | 4   |
| Hungría        | 2 | 1 | 1 | 4  | 3  | +1 | 3   |
| Argentina      | 2 | 0 | 2 | 0  | 6  | -6 | 2   |

### Grupo D
| Equipo  | J | G | P | SG | SP | DS | PTS |
| ------- | - | - | - | -- | -- | -- | --- |
| Rumanía | 2 | 2 | 0 | 6  | 1  | +5 | 4   |
| Polonia | 2 | 1 | 1 | 4  | 3  | +1 | 3   |
| Perú    | 2 | 0 | 2 | 0  | 6  | -6 | 2   |

### Grupo E
| Equipo         | J | G | P | SG | SP | DS | PTS |
| -------------- | - | - | - | -- | -- | -- | --- |
| Estados Unidos | 1 | 1 | 0 | 3  | 2  | +1 | 2   |
| Francia        | 1 | 0 | 1 | 2  | 3  | -1 | 1   |

## Fase final
| Equipo          | J | G | P | SG | SP | DS  | PTS |
| --------------- | - | - | - | -- | -- | --- | --- |
| Unión Soviética | 9 | 9 | 0 | 27 | 5  | +22 | 18  |
| Checoslovaquia  | 9 | 8 | 1 | 24 | 7  | +17 | 17  |
| Rumanía         | 9 | 7 | 2 | 24 | 10 | +14 | 16  |
| Polonia         | 9 | 6 | 3 | 21 | 14 | +7  | 15  |
| Brasil          | 9 | 4 | 5 | 18 | 17 | +1  | 13  |
| Hungría         | 9 | 4 | 5 | 18 | 17 | +1  | 13  |
| Estados Unidos  | 9 | 4 | 5 | 16 | 20 | -4  | 13  |
| Japón           | 9 | 2 | 7 | 8  | 21 | -13 | 11  |
| Francia         | 9 | 1 | 8 | 6  | 24 | -18 | 10  |
| Venezuela       | 9 | 0 | 9 | 0  | 27 | -27 | 9   |

## Medallero
|                 |                |         |
| Unión Soviética | Checoslovaquia | Rumanía |

## Clasificación general
| 1. Unión Soviética |
| 2. Checoslovaquia  |
| 3. Rumanía         |
| 4. Polonia         |
| 5. Brasil          |
| 6. Hungría         |
| 7. Estados Unidos  |
| 8. Japón           |
| 9. Francia         |
| 10. Venezuela      |
| 11. Argentina      |
| 12. Paraguay       |
| 13. Uruguay        |
| 14. Perú           |

| Predecesor: Francia 1956 | IV Campeonato Mundial de Voleibol Masculino 1960 | Sucesor: Unión Soviética 1962 |

- Datos: Q639480